# 基耶萨诺瓦
基耶萨诺瓦（意大利语：Chiesanuova），是意大利北部皮埃蒙特大区都灵省的一个市镇。总面积4平方公里，总人口216，人口密度54.0人/平方公里（2010年12月31日）。